# Молтке (линеен крайцер, 1910)
Вижте пояснителната страница за други значения на Молтке.
Молтке (на немски: SMS Moltke) е линеен крайцер на Германския императорски военноморски флот от Първата световна война. Главен кораб в едноименната серия линейни крайцери. Следва да се отбележи, че терминът „линеен крайцер“ (на немски: Schlachtkreuzer) започва да се употребява в германския ВМФ едва след Първата световна война и корабите от дадения клас официално се наричат „големи крайцери“ (на немски: Große Kreuzer).
Наречен е в чест на фелдмаршал Хелмут Молтке (1800 – 1891), началник на полевия щаб при император Вилхелм I и фактически главнокомандващ на пруската армия във войните с Австрия (1866) и с Франция (1870 – 1871).

## Особености на немските линейни крайцери
Немските линейни крайцери от началото на XX век са предназначени за поддръжка на линкорите в състава на ескадрите и се строят основно за бой с конкретен противник – английските линейни крайцери от същия период.
Отличие на немските линейни крайцери е по-голямото внимание, отделяно върху живучестта на кораба, по-мощното брониране и по-ефективната корабна артилерия.
Например, заложеният в същата 1907 г. английски крайцер „Инвинсибъл“ има скорост от 25,5 възела срещу 28 на „Молтке“, брониране от 152 мм на пояса и 178 мм на кулите срещу съответно 270 мм и 230 мм при „Молтке“. „Инвинсибъл“ има 8 оръдия 305-мм, а „Молтке“ – 10 оръдия 280-мм, но при това благодарение на съчетанието „калибър/броня“ немският крайцер все пак има огнево превъзходство над английския.
Тези отличия най-ярко се проявяват в Ютландското сражение: за да изпратят на дъното английски линеен крайцер, са достатъчни попаденията на 5 снаряда. Немските крайцери „Зайдлиц“ и „Дерфлингер“ получават съответно 21 и 17 попадения, но успяват да останат на вода и да се върнат в своята база.
В същото сражение крайцерите на британците „Инвинсибъл“ и „Индифатигъбъл“ отиват под водата в течение на три минути след попаденията, крайцерът „Куин Мери“ – след 38 секунди, а единственият загинал немски линеен крайцер – „Лютцов“ – след 24 попадения потъва едва по пътя към базата.

## История на разработването
Проектирането на новия тип линеен крайцер се води от септември 1907 г. до септември 1908 г. под ръководството на главния конструктор инженера Дитрих.

## История на строителството
На 17 септември 1908 г. корабостроителницата „Блом унд Фос“ получава поръчката за построяване на линейния крайцер от новия проект под индекс „G“. Килът на кораба е заложен на 23 януари 1909 г. (според други данни на 7 декември 1908 г.), спуснат е на вода на 7 септември 1910 г.
На обреда за кръщаване на крайцера присъства генерал фон Молтке-младши – племенник на фелдмаршал граф фон Молтке-старши, в чест на който и е наречен кораба.
По-рано това име се носи от остарялата желязна корвета (SMS Moltke (1877)), която едва на 10 октомври 1910 г. е извадена от списъците на флота.
Стапелният период за крайцера „Молтке“ съставя 14,5 месеца, дострояването на вода – почти 18 месеца.
На 10 септември 1911 г. „Молтке“ със заводски екипаж на борда излиза от Хамбург за ходови изпитания в Северно море и преплава около Ютландския полуостров в Кил. Там, на 30 септември 1911 г., корабът пристъпва към изпитанията.
На 31 март 1912 г., след изпитанията корабът окончателно влиза в състава на 1-ва разузнавателна група вместо извадения в резерва броненосен крайцер „Роон“.
Стойността на построяване на кораба съставя 42 603 000 марки или 21 302 000 златни рубли.

## Конструкция

### Конструкция на корпуса и надстройките
Корпусът на крайцера се дели от водонепроницаеми прегради на 15 основни отсека. Двойно дъно има на протежение 78% от дължината на линейните крайцери от типа. Способът за набор на конструкциите на корпуса е смесен.

### Въоръжение
Въоръжението на кораба се състои от десет 283-мм скорострелни оръдия „28 cm SK L/50“ с дължина на ствола 50 калибра в пет двуоръдейни кули.
Носовата кула има сектори на обстрел 300°, кърмовите 290°, бордовите 180° по близкия борд и 125° по противоположния.
За разположените по диаметралната плоскост кули ъгълът за наклон на стволовете на оръдията е −8°, на възвишение +13,5° и за бордовите кули съответно −5,5°и +16° с далечина на стрелбата 18 100 – 19 100 м (98 – 103 кабелта).
Боекомплектът им наброява 810 бронебойни снаряда (81 на оръдие) – макар английските източници да твърдят, че тази цифра се отнася само за двете бордови кули, а за трите кули, разположени в диаметралната плоскост, боекомплектът съставлява 96 снаряда на оръдие.
След участието в Ютландската битка ъгълът на възвишение за всички оръдия е увеличен до +16°, което позволява да се води огън на далечини до 19 400 м (105 каб.).
Височината на осите на оръдията над водолинията при носовата кула съставлява 9 м, на бордовите кули – 8,4 м, на кърмовите – 8,6 м и 6,2 м съответно.
Теглото на заряда съставлява 123 кг. Теглото на бордовия залп е равен на 7479 кг в минута.
Боекомплектът на оръдията на главния калибър наброява 810 снаряда, скорострелността на всяко от оръдията е равна приблизително на 2,5 изстрела в минута.
Управлението на артилерийския огън се води от два бронирани поста за управление, получаващи необходимата информация от разположените на двете мачти марса. Прибори за централно насочване на артилерията на главния и средния калибри са поставени на „Молтке“ в първата половина на 1915 г.
Средният калибър на линейните крайцери от типа „Молтке“ е представен от 12 скорострелни оръдия среден калибър (150-мм) с дължина на ствола 45 калибра (6750 мм) в установки образец 1906 г.
Оръдията се разполагат в батареята на каземата на горната палуба в пространството между мачтите.
Ъгълът на наклон на стволовете на оръдията съставлява −7°, на възвишение +20°, което осигурява далечина на стрелбата със снаряда с тегло от 46 кг на до 13 500 м (73 каб.). Техният боекомплект включва 600 снаряда с дължина 3,2 кал. (480 мм) и 1200 с дължина 3,5 кал. (525 мм) или 150 снаряда на оръдие.
Спомагателната артилерия първоначално се състои от 12 скорострелни 88-мм оръдия с дължина на ствола 45 калибра (3960 мм), предназначени за стрелба по морски цели.
От тях четири са разположени в носовата част на горната палуба, две на носовата и четири на кърмовата надстройки, още две оръдия се намират на горната палуба зад батареята на 150-мм оръдия. Боекомплектът съставлява 250 изстрела на оръдие.
Към края на 1916 г. всички те са свалени, а вместо тях са поставени по 4 зенитни оръдия с калибър 88 мм.
Торпедното въоръжение се състои от четири подводни торпедни апарата калибър 500 мм. Един торпеден апарат се разполага в носовата част на кораба, един в кърмовата, има и два бордови ТА на долната платформа пред барбета на носовата кула.
Общият боекомплект се равнява на 11 торпеда.

### Брониране
Бордовото брониране е изпълнено от круповска цементирана броня, в района на цитаделата има два броневи пояса.
Долният и главен брониран пояс има дебелина, равна на 270 мм, и се простира между външните краища на барбетите на носовата и кърмовата кули на 1,2 м над и на 0,6 м под главната водолиния. Дебелината на долния броневи пояс постепенно намалява до 130 мм при долния край на пояса (на 1,9 м под главната водолиния). Броневият пояс е поставен на подложка от тиково дърво с дебелина 50 мм.
Горният броневи пояс на цитаделата с височина 3,15 м има постоянна дебелина (200 мм) до долните краища на оръдейните портове на батареята на средния калибър. Броневият пояс на казематите с постоянна дебелина (150 мм) на места се прекъсва. Преградите по краищата на главния броневи пояс имат дебелина 200 мм. В носовата част дебелината на броневия пояс намалява до 100 – 120 мм, не достигайки горната палуба, с изключение района на форщевена; в кърмата дебелината на пояса намалява до 100 мм.
Барбетите на куполите на артилерийските установки имат дебелина на стените от 200 мм, дебелината на външната стена на барбетите на носовата и кърмовата кули е увеличена до 230 мм, а дебелината на вътрешната стена е намалена до 170 мм. Дебелината на стената на предната бойна рубка се равнява на 250 – 350 мм, на покрива – 80 мм; на задната бойна рубка – 200 и 50 мм съответно.
Дебелината на палубата на полубака над батареята е равна на 35 мм, извън батареята – на 25 мм. Дебелината на средната палуба между главната преграда и преградата над батареята се равнява на 15 мм. Бронираната палуба, явяваща се главна палуба в района на средната част на крайцерите, има дебелина 25 мм в плоската част и 50 мм на скосовете и се понижава към носа и в кърмата.
Противоторпедната преграда по цялата си собствена височина има дебелина 30 мм. В района на погребите за боеприпаси дебелината на противоторпедната преграда е от 30 до 50 мм.

### Енергетична установка
Енергетичната установка на „Молке“ се състои от 12 отделни котелни отделения (според други данни – от 8), разположени по двойки в шест ешелона, в които има 24 котела на „Шулце-Торникрофт“. В трите машинни отделения са разположени 2 комплекта парни турбини „Парсънс“. Турбините за високо налягане стоят в двете предни машинни отделения и въртят външните валове. Турбините ниско налягане (в задното машинно отделение) въртят вътрешните валове, привеждайки в действие трилопастните винтове с диаметър 3,74 м. Турбинните отделения по десния и левия борд са разделени от напречна преграда и се разполагат в междупалубното пространство над задното турбинно отделение. Над турбинното отделение е разположено помещението за динамомашините.
Проектната мощност на машините към валовете съставлява 52 000 к.с. или 2,05 к.с./т пълна водоизместимост, което при честота на въртене на валовете от 330 об/мин позволява на линейните крайцери от типа да развиват пълна скорост от 25,5 възела. На изпитанията на Нейкругската мерна миля турбините на крайцера „Молтке“ развиват форсирана мощност от 85 782 к.с., осигуряваща на кораба (при честота на въртене на валовете 332 об/мин) скорост, равна на 28,4 възела.
Разходът на гориво (при 6-часов форсиран ход) при развита мощност от 76 795 к.с. съставлява 0,67 кг/к.с. за час. Нормалният запас гориво на крайцера се равнява на 984 т въглища, максималният – 3050 т.
Далечината на плаване на крайцера съставлява 2370 морски мили (при скорост 23 възела) или 4120 морски мили (при 14 възела).
Електроенергията за кораба се осигурява от шест турбогенератора с обща мощност 1500 kW, с напрежение 225 V.

### Ходови качества
На кораба има два руля, разположени тандемно. Главният рул има ъгъл на завъртане до 38°, спомагателният рул – едва 10°, което снижава ефективността от използването на последния.
Линейният крайцер „Молтке“ обладава добра и устойчива мореходност, при вълнение дава неголям крен към наветрената страна, има спокойно плавно движение.
Крайцерът добре описва циркулация при преден ход, но тежко излиза от нея. Загубата на хода при максимално преместване на руля достига до 60% при възникване на крен до 9°.
Метацентричната височина на крайцера съставлява 3,01 м, устойчивостта е максимална при 38° крен и нулева при 68°.

### Екипаж
Екипажът на кораба наброява 1153 души. Като флагмански кораб, „Молтке“ има увеличен със 76 души (в т.ч. с 14 офицера) екипаж. В Ютландското сражение екипажът на крайцера се състои от 1425 души.

## История на службата

### Преди войната
След посещението през лятото на 1911 г. на американска ескадра в Кил, на германския флот му предстои ответна визита. За това през април 1912 г. е образувана специална дивизия крайцери под командването на контраадмирал Робер-Пашвиц в състав: линейният крайцер „Молтке“, лекият крайцер „Щетин“ и стационарът в източно-американските владения на Германия – лекият крайцер „Бремен“.
На 11 май 1912 г. „Молтке“ и „Щетин“ отплават от Кил и на 30 май достигат нос Хенри, щата Вирджиния, където вече ги чака „Бремен“. На 3 юни 1912 г. отрядът, воден от президентската яхта „Мейфлауер“ с президента на САЩ Уилям Тафт на борда, влиза на Хемптънски рейд.
Тук ги приветства почти целият Атлантически флот на САЩ начело с адмирал Уинслоу. На 8 – 9 юни 1912 г. дивизията отплава нататък към Ню Йорк. Екипажите на корабите са поканени на срещи не само с немското землячество, но и с известни милионери от немски произход.
На 13 юни 1912 г., след края на визитата дивизията отплава от Ню Йорк. „Бремен“ се връща в Балтимор, „Молтке“ и „Щетин“ в родината. На 24 юни 1912 г. „Молтке“ вече е в Кил и още на 25 юни отрядът е разформирован.
Изпълнявайки от 4 до 6 юли 1912 г. следващата специална задача, „Молтке“ като почетен ескорт съпровожда яхтата с кайзер Вилхелм II на борда по време на посещението му в Лиепая за среща с Николай II.
От 9 юли 1912 г. в Кил „Молтке“ пристъпва към обичайните функции на флагмански кораб на командващия 1-ва разузнавателна група вицеадмирал Бахман. В групата освен „Молтке“ влизат линейният крайцер „Фон дер Тан“, броненосният крайцер „Йорк“, леките крайцери „Майнц“, „Колберг“, „Дрезден“, „Берлин“, „Кьолн“, „Щетин“ и „Хела“. Задълженията на 2-ри флагман изпълнява контраадмирал Франц фон Хипер, който държи своя флаг на „Йорк“. „Молтке“, като флагмански кораб на 1-ва разузнавателна група, до лятото на 1914 г. взема участие във всички учения и маневри на Флота на Откритото море.
Следва да се отбележи, че в щаба на вицеадмирал Бахман по това време състои като офицер на морския Генерален щаб корветенкапитан Ерих Редер.

### Първа световна война

#### Набези върху крайбрежието на Англия
След началото на бойните действия „Молтке“ взема участие в набезите на 1-ва и 2-ра разузнавателни групи над английското крайбрежие и обстрела от 2 – 4 ноември 1914 г. на Ярмът.
В следващия набег немските линейни крайцери, на 15 – 16 декември 1914 г., обстрелват Хартлипул, Скарбъроу и Уитби. Независимо от силното вълнение, тези обстрели са проведени доста успешно.
В 8 часа на 16 декември британските разрушители „Дун“, „Уейвъни“, „Тест“ и „Мой“, намиращи се в дозор при Хартлипул, внезапно виждат 3 големи кораба, откриващи по тях огън. Немските крайцери веднага ги захващат във вилица, не давайки им да се приближат на дистанция за торпеден залп. Разрушителите нямат друг избор освен да се оттеглят. След това германските кораби откриват огън по града и порта от разстояние 20 кабелтови. Бреговата артилерия, състояща се от три 152-мм оръдия, две на батареята Хю и едно – на Маячната батарея, отговаря успешно и постига 8 попадения в германските кораби. На „Блюхер“ са убити 9 души и са ранени 2, на „Зайдлиц“ е ранен 1.
„Молтке“ получава едно попадение под водолинията, но загуби сред личния състав няма.
В 8:50 немците се оттеглят. От техния огън щети има британският лек крайцер „Патрол“, с 4 души убити и 1 ранен. Разрушителят „Дун“ губи 3 убити и 6 ранени. На 2-те батареи са убити 9 души, а са ранени 12 артилериста и пехотинци. На града са направени значителни, но ненужни разрушения: 7 църкви, 10 обществени здания и над 300 къщи получават повреди. В доковете пострадали са 4 съда и 2 ремонтни работилници. 86 мирни граждани са убити и 424 са ранени; в числото на убитите има 15 деца.

#### Догер банк
На 24 януари 1915 г. в боя при Догер банк „Молтке“ плава втори в немската линия след флагманския „Зайдлиц“.
В 9:52 британският флагмански линеен крайцер „Лайън“ открива огън по тежкия крайцер „Блюхер“, а в 10:14 пренася своя огън по „Молтке“.
Обаче след това, следствие на грешка при разпределението на целите, най-близкият до „Молтке“ английски крайцер „Тайгър“ стреля по „Зайдлиц“, а не по „Молтке“, в резултат на което последният се оказва необстрелван.
„Молтке“ първоначално води огън по „Тайгър“, в по-голямата част от боя по „Лайън“ и в края отново по „Тайгър“. От 16 попадения снаряди от главния калибър в „Лайън“ и 6 в „Тайгър“, най-вероятно 8 или 9 са направени от „Молтке“.
Всичко крайцерът изстрелва 276 280-мм бронебойни снаряда (34% от боекомплекта) по линейните крайцери на противника и постига 2,9 – 3,3% попадения, основно от дистанция 14 600 – 16 400 м (79 – 88 каб.), а също 14 150-мм фугасни снаряди от дистанция 11 800 – 12 700 м (64 – 69 каб.) по разрушителите.
В този бой „Молтке“ не получава нито едно попадение.

#### Прибалтика
На 3 август 1915 г. линейният крайцер „Молтке“ преминава в Балтийско море за прикритие на операциите по проникване на немските военноморски сили в Рижкия залив през август 1915 г.
1-ва разузнавателна група, плаваща в строй пеленг югозападно от банка Саричев, попада в района на действие на английската подводна лодка HMS E1, действаща съвместно с руския Балтийски флот от 17 октомври 1914 г. (с командир: командер Ноел Ф. Лорънс).
В 8:10 на 19 август 1915 г. подводната лодка „Е1“ засича между островите Форьо и Езел немските кораби и след 10 минути пуска от дистанция 1 кабелт торпедо с калибър 450 мм по главния „Зайдлиц“.
От флагманския крайцер е забелязан въздушния мехур на торпедния изстрел отдясно на траверса, но торпедото преминава зад кърмата. След това то уцелва „Молтке“, плаващ вляво и зад „Зайдлиц“. Попадението е в носовата част по десния борд.
В носовия торпеден отсек и двата съседни с него помещения постъпват 435 т вода, при това загиват 8 души от екипажа. Два или три бойни зарядни отделения за съхраняващите се на крайцера торпеда са разрушени, взривното им бещество е разсипано, но детонация няма.
След попадението крайцерът може да развие скорост 15 възела.
На 22 август 1915 г. той преминава през Килския канал и влиза за ремонт в плаващ док на корабостроителницата „Блом унд Фос“ в Хамбург.

#### Ютландска битка
В Ютландския бой от 31 май 1916 г. „Молтке“ е четвърти кораб в бойната линия на 1-ва разузнавателна група.
В 16:40 вицеадмирал Хипер указва на своите кораби разпределението на целите. „Молтке“ трябва да стреля по „Тайгър“ и последния в британската линия крайцер „Ню Зеланд“ остава необстрелян и съсредоточава своя огън по „Молтке“.
Около 16:50 снарядите на „Молтке“ падат на бака, а след няколко минути в две кули на „Тайгър“ и временно ги изваждат от действие. Четвъртото попадение е под едно от 152-мм оръдия. В следващия половин час той постига още четири попадения в „Тайгър“, но този път без да предизвика големи повреди.
В първия период на боя стрелбата на „Молтке“ е най-добрата сред всички немски кораби, тъй като за 15 минути от дистанция до 12 300 м (66 каб.) той има девет попадения в „Тайгър“.
До 17:00 в „Молтке“ все още няма нито едно попадение, и той дава залп от всичките си оръдия на всеки 20 – 25 секунди.
В 17:05 от снарядите на „Фон дер Тан“ се взривява и потъва британският линеен крайцер „Индифатигъбъл“. „Ню Зеланд“ веднага пренася огъня си от „Молтке“ на „Фон дер Тан“, но в този тежък за англичаните момент в боя влиза британската 5-та ескадра линейни кораби.
В този период „Молтке“ изстрелва 4 торпеда по еднотипния с „Лайън“ крайцер „Куин Мери“, когато той се намира на дистанция в пределите на досегаемост, но няма попадение.
В хода на последващия бой „Молтке“ последователно стреля по различни британски кораби, сред които са „Ню Зеланд“ и „Малая“, но без попадения. Той изразходва 259 280-мм бронебойни снаряда (32% от боекомплекта), а също 75 150-мм снаряда с дънен взривател и 171 150-мм снаряда с челен взривател (13,7% от боекомплекта) по „Тайгър“ и няколко британски разрушителя.
„Молтке“ се оказва единственият немски линеен крайцер, съхранил своите бойни качества до края на боя, и от 21:05 той става флагмански кораб на вицеадмирал Хипер.
Независимо от разрива на голямокалибрен снаряд в непосредствена близост до кораба и попаденията в „Молтке“ на четири 381-мм снаряда на англичаните и на това, че допълнителното изгаряне на течен нефт образува в огнищата много шлака, крайцерът все пак успява да развива скорост от 25 възела.
В резултат на близкия разрив и попаденията на тези четири снаряда в кораба влизат около 1000 т вода. Корабният дневник отбелязва загубите сред екипажа, които съставят 17 убити и 23 ранени (или 3,5% от числеността на екипажа). Към края на боя на крайцера окончателно излизат от строй две 150-мм оръдия.
До 6 юни 1916 г. вицеадмирал Хипер остава на борда на кораба. „Молтке“ първи влиза в сух док във Вилхелмсхафен и след това в плаващ док в Хамбург, където от 7 юни до 30 юли 1916 г. (за 53 дена) е отремонтиран от корабостроителницата „Блом унд Фос“, и той е отново въведен в строй на 30 юли 1916 г.

#### 1916 – 1917 г.
На 18 – 20 август 1916 г. „Молтке“ участва в похода на флота в Съндърланд като флагмански кораб на 1-ва разузнавателна група. Командването на флота отделя за нея линкорите „Байерн“, „Маркграф“ и „Гросер Курфюрст“.
На 25 – 26 септември 1916 г. „Молтке“ с командващия на 1-ва разузнавателна група на борда взема участие в прикритието на операците на 2-ра флотилия разрушители, начело с капитан 1-ви ранг Хейнрих (на лекия крайцер „Регенсбург“) и достига ширината на банка Терсхелинг.
На 20 октомври 1916 г. „Молтке“ престава да бъде флагмански кораб на вицеадмирал Хипер. През ноември „Молтке“ участва в похода на флота, който оказва помощ на двете заседнали на плитчина при Ютландския полуостров немски подводни лодки.
След това до септември 1917 г. бойни действия между големите кораби на противниците няма.

#### Операция „Албион“
На 29 септември – 6 октомври (12 – 19 октомври) 1917 г. Императорските военноморски сили провеждат операция „Албион“. Цел на операцията е унищожаване на руските морски сили в Рижкия залив, превземане на Моонзундските острови и накрая – нанасяне на удар по Петроград. Към операциите се привличат над 300 кораба (в т.ч. 10 линкора) и съда, над 100 самолета, морски десант от 25 хиляди души. Командващият операцията „Албион“, вицеадмирал Ергард Шмид, държи своя флаг на „Молтке“.
На разсъмване на 27 септември към Лиепая от Пуцк пристигат 3-та и 4-та ескадри линейни кораби. Линейният крайцер „Молтке“ оглавява 3-та ескадра. По време на десанта на Езел, в залива Тага Лахт (точка „Вейс“), той попада под обстрела на бреговите батареи: в 5:30 на 28 септември батареята на нос Хундава открива огън, съсредоточавайки го по „Молтке“ и достига покриване при третия залп. Обаче силите са явно неравни и скоро батареята е накарана да замълчи от артилерията на линкорите. За „Молтке“ този обстрел завършва с малки повреди. Плаващите пред него линкори „Байерн“ и „Гросер Курфюрст“ са повредени достатъчно сериозно, след натъкване на руски мини.
На 3 ноември 1917 г. вицеадмирал Шмид отново преминава на своя флагмански линкор „Остфризланд“.

#### Северно море, 1917 г.
„Молтке“ 17 ноември 1917 г. е изпратен за поддръжка на 2-ра разузнавателна група, и той достига до района северозападно от Хелголанд, отново без да има бойни действия.
След това той влиза за текущ ремонт. На 29 март 1918 г. „Молтке“ с „Хинденбург“ и 4-та разузнавателна група се използват като прикритие на 14-та полуфлотилия миночистачи, постоянно тралещи британското минно поле. Същото се повтаря и на 19 април 1917 г., когато той, „Дерфлингер“ и 4-та разузнавателна група се използват за прикритие на прехода във Фландрия на четири миноносеца от 3-та флотилия.

#### Последен боен поход
На 23 – 24 април 1918 г. се състои последният боен поход на кайзеровия флот на Откритото море. Флотът плава далеч на север, опитвайки се да излезе на маршрута на конвоите от Великобритания за Норвегия.
„Молтке“ в състава на 1-ва разузнавателна група се намира на 60 мили северно от остров Грос, когато в 6:10 на 24 април на него става тежка авария с турбинната установка, най-тежката във флота за цялата война (според други данни, корабът се натъква на британска мина западно от Ставангер).
От десния вътрешен вал е откъснат винта. Турбината на десния борд, вследствие загубата на винта, увеличава оборотите си над допустимите, и, преди регулатора да спре подаването на парата, се откъсва зъбният агрегат на устройството за завъртане на турбината. Той пробива излизащата зад борда тръба за подаване на студена вода за охлаждане на спомагателния кондензатор и няколко тръбопровода и панела на главното разпределително табло в отделението за управление. В корпуса на кораба нахлуват 1600 т вода.
Машинното отделение по десния борд се напълва с пара от пробойна в спомагателния кондензатор, от тръбопровода започва навлизане на задбордна вода. „Молтке“ ляга на кърмата. В края на краищата водолазите успяват да затворят кингстона на кондензатора в дъното на кораба и така предотвратяват последващото наводняване. Макар водата да е изпомпана от помещенията, тя все пак засолява котлите, изваждайки турбините от строй, и „Молтке“ спира.
След това командирът на кораба е принуден да наруши радиомълчанието и иска помощ. В 10:38 на 24 април лекият крайцер „Страсбург“ опитва да вземе на буксир авариралия кораб. Буксирните въжета постоянно се късат, но обездвиженият крайцер все пак е доведен до остров Грос.
В 11:13 „Молтке“ е взет на буксир от пристигналия линкор „Олденбург“, и буксировката продължава под аплодисментите на гарнизона на острова. Независимо от нееднократните късания на буксировъчните въжета, скоростта на буксировката е поддържана в пределите на 12 – 13 възела. Разрушителите „V-44“ и „V-45“ осъществяват противолодъчната охрана. В 20:42 буксирните въжета пак се късат, но са поставени отново.
В 6:30 на 25 април 1918 г. към буксировката се включват тралчици на 3-та полуфлотилия.
В 12:09 от линкора „Олденбург“ откриват британска подводна лодка и в този момент тралчикът „М-67“ се натъква на мина. Накрая, в 16:53 котлите на „Молтке“ дават пара към турбините по левия борд и корабът успява да развие малък ход. В 17:40 машините на „Молтке“ са вече достатъчно отремонтирани, за да му осигурят скорост 12 – 13 възела.
В 19:03 от линкора „Олденбург“ отново съобщават за британска подводна лодка (забелязано е плаващо по повърхността на водата торпедо). „Молтке“ се опитва да излезе от опасния район, обаче в 19:37 на 40 мили северно от Хелголанд линейният крайцер е атакуван от английската подводна лодка „Е42“ и едно 457-мм торпедо попада в кораба в района на машинното отделение. От „Молтке“ на дистанция 500 м засичат плаващото към тях торпедо, но не успяват да се отклонят от него.
Торпедото попада в района на машинното отделение по левия борд. През тази пробойна вътре постъпват 1760 т вода, след което скоростта на кораба отново пада до 3,5 – 4 възела. Обаче „Молтке“ успява самостоятелно да продължи движението и да обстрелва предполагаемата позиция на подводницата Е-42. Към противолодъчната охрана на кораба са привлечени още няколко миноносеца и тралчика.
В 21:30 към бордовете на крайцера идват два буксира. На 26 април 1918 г. в 1:00 идват още два буксира и те без проблеми със скорост на буксиране от 3,5 – 4 възела влизат във Вилхелмсхафен. В 8:56 „Молтке“ пуска котва на рейда, и след пладне е отбуксиран в Държавната корабостроителница, където от 30 април до 9 септември (за 130 дена) е отремонтиран. За това време числеността на екипажа е намалена. Старшият офицер на кораба, корветенкапитан (капитан 2-ри ранг) Хюман, за отлично организираната служба по спасяването на кораба получава награда от командването на флота.
На 11 ноември 1918 г. командващият 1-ва разузнавателна флотилия контраадмирал фон Рейтер със своя щаб преминава на „Молтке“.

#### Скапа Флоу
След края на войната, съгласно условията на примирието, „Молтке“ влиза в числото на предаваните за интерниране кораби на кайзеровия военноморски флот. На 19 ноември 1918 г. в състава на „предаваното съединение“ излиза от Вилхелмсхафен. Командващият на 1-ва разузнавателна група е назначен за командир на „предаваното съединение“ и на този ден той пренася своя флаг от „Молтке“ на линкора „Фридрих дер Гросе“.
Последният командир на „Молтке“, капитан 1-ви ранг Гугас, на 24 ноември 1918 г. води своя кораб в залива Скапа Флоу и той пуска котва западно от остров Кава. Там на 21 юни 1919 г. екипажа на „Молтке“ отваря кингстоните му и в 13:10 той се преобръща с кила нагоре, потъва и ляга на дълбочина 24 м с крен 17° на десния борд.

#### Изваждането на „Молтке“
„Молтке“ е изваден от англичанина Ърнест Франк Кокс и неговата неголяма частна компания за изваждане на потопените в залива на Скапа Флоу кораби от кайзеровия флот, които той купува от британското правителство.
При изваждането на германските кораби е използван купеният от Адмиралтейството бивш германски плаващ док № 23, който в течение на дълго време лежи потопен в Хатъм. Докът по онова време е една от най-големите конструкции от този тип в света, с подемна сила 40 000 тона.
Отначало дъното на крайцера е очистено от водорасли, след това започват да се запушват кингстоните. Отворите с малък диаметър се затапват с дървени тапи, а по-големите се заливат със смес от втвърдяващ се под водата цимент и пясък.
В средата на октомври 1926 г. корпусът започва да се запълва с въздух. Минават 10 денонощия, преди носовата част на кораба да се покаже на повърхността. Макар тя да се показва от водата на цели 2,5 м, кърмата все още продължава да лежи на грунта, при това доста здраво. При това се образува крен 33° на левия борд и подемът е решено да се отмени.
През май 1927 г. е предприет още един опит да се извади „Молтке“. Без особен труд Кокс успява да извади или носа, или кърмата, обаче във всички случаи силният крен на левия борд остава. За изравняване на крена към десния борд с въжета са прикрепени две секции от стар сух док.
На 20 май 1927 г. започва третият опит за подем. Налягането на подавания въздух отново е доведено до 1,5 кгс/см² и носът на кораба се показва на повърхността на водата. Кренът остава, но след това намалява до 3°. Най-накрая изплува и кърмата. В течение на няколко дена водолазите режат и взривяват надстройките и комините – всичко, което стърчи над нивото на палубата и препятства буксировката.
На 10 юни 1927 г. корабът е изваден.
„Молтке“ в обърнато положение е доставен на остров Кава. На тази временна стоянка дъното е ремонтирано, и към края на зимата крайцерът е отбуксиран в Лайнес. Преобърнатият кораб е оставен на брега на дълбочина 1 метър.
За демонтажа на машините в дъното са изрязани няколко квадратни отверстия. Всичко от корпуса са извлечени 1700 тона стомана, много чугун и пудлингово желязо, 312 тона мед, бронз, манганов бронз, оръдеен метал и 200 тона броня с високо съдържание на никел и хром.
Разкомплектоването се проточва поради малките приливи и недостатъчната площ, за това е решено да се отбуксира „Молтке“ в Росайт.
На 18 май 1928 г. три буксира го повеждат. При това „Молтке“ едва не потъва отново. Поради караница между двата лоцмана корабът едва не се врязва в централната подпора на Фортския мост. Виждайки, че буксирите ще минат от едната страна на подпората, а крайцерът – от другата, ръководителят на буксировката заповядва да се прережат въжетата. Така „Молтке“ преминава под моста не само в преобърнато положение, но и без каквото и да е управление.
На 18 май 1928 г. в залива Фърт ъф Форт е въведен в сух док в Росайт и там в периода 1928 – 1929 г. е окончателно разкомплектован за метал.

## Командири на кораба
- капитан 1-ви ранг фон Ман
- капитан 1-ви ранг фон Тихлер (септември 1911 г. – януари 1913 г.)
- капитан 1-ви ранг Левентцов (януари 1913 г. – януари 1916 г.)
- капитан 1-ви ранг фон Карпф (януари 1916 г. – септември 1916 г.)
- капитан 1-ви ранг Гугас (септември 1916 г. – декември 1918 г.)
- корветен-капитан Хюман (и.д. в периода май 1918 г. – септември 1918 г.)
- корветен-капитан Ширмахер (и.д. в периода май 1918 г. – септември 1918 г.)
- капитан-лейтенант Крелингер (в периода на интернирането)

## „Прокълнат“ кораб
В някои източници може да се срещне мнението, че във флота „Молтке“ е считан за „прокълнат“ кораб. Това се подкрепя от факта, че на крайцера сравнително често се случват сериозни аварии:
- През 1915 г. взрив в машинното отделение води до гибелта на девет огняра.
- След няколко месеца по време на щорм в Атлантика вълна отнася зад борда четирима моряка.
- През 1916 г. по време на пожар в камбуза загиват още четири матроса.

Други източници предполагат, че сведенията за „прокълнатостта“ на крайцера във възприятията на личния състав на флота нямат достатъчно основания, предвид факта че в големите сражения, в които участва „Молтке“, той получава минимални в сравнение с другите кораби повреди, на което не могат да не обърнат внимание военните моряци.
От друга страна на чести аварии са подложени болшинството от главните кораби от новите серии, в резултат на което проявените конструктивни недостатъци се отчитат при построяването на последващите кораби в серията.

## Коментари
1. ↑  Акронимът „SMS“ – е от на немски: Seiner Majestat Schiff – Кораб на Негово Величество.
2. ↑  Според „Закона за флота“ (German Naval Laws) и ред поправки към него броя на големите крайцери, в числото на които влизат и линейните крайцери, в германския флот трябва да бъде двадесет единици. След това крайцери могат да се строият само за замяна на старите. Крайцерите, които допълват броя до двадесет, получават при залагането си литерно обозначение, а име вече само при спуска на вода.